# François Saint-Gilles
François Saint-Gilles (ur. 3 stycznia 1951 w Rouen) – francuski lekkoatleta, sprinter, mistrz Europy z 1969.
Zdobył złoty medal w sztafecie 4 × 100 metrów na mistrzostwach Europy w 1969 w Atenach. Sztafeta francuska biegła w składzie: Alain Sarteur, Patrick Bourbeillon, Gérard Fenouil i  Saint-Gilles.